# Nsingizini Hotspurs Football Club
Le Nsingizini Hotspurs Football Club est un club eswatinien de football basé à Nhlangano.

## Histoire
Le club est fondé sous le nom Vovovo FC, en 2018 il est promu la première fois en première division d'Eswatini, après avoir échappé à la relégation en fin de saison 2017-2018, il termine à l'avant dernière place la saison suivante et retourne en deuxième division. Il fera son retour dans l'élite en 2021-2022.
En 2023, après avoir réussit à se maintenir en première division le club se renomme Nsingizini Hotspurs.
Lors de la saison 2023-2024 le club termine à la troisième place, il profite également du désistement du vice-champion Green Mamba pour participer à sa place en Coupe de la confédération 2024-2025.
Dans la compétition continentale le club sera sévèrement battu par le représentant sud-africain de Stellenbosch, 5-0 et 3-0.
En 2024-2025 les Nsingizini Hotspurs remportent leur premier titre de champion d'Eswatini avec un point d'avance sur Royal Leopards et se qualifient pour la Ligue des champions de la CAF 2025-2026.

## Palmarès
- Championnat d'Eswatini (1)
  - Champion : 2025